# Микаел Лустиг
Микаел Лустиг (швед. Carl Mikael Lustig, 13. децембар 1986) бивши је шведски фудбалер.

## Каријера
Поникао је у клубу Сандокернс. Дебитовао је 2005. за тим Умео, играо је једну сезону и наступио на 34 првенствене утакмице.
Придружио се Сундсвалу 2005. године. Играо је за Сундсвал у наредне четири сезоне своје каријере. Већину времена проведеног у тиму био је стандардни првотимац.
Године 2008. потписао је уговор са норвешким клубом Розенборг, на 3,5 године. Од 1. јануара 2012. игра за шкотски Селтик.

## Репрезентација
Године 2008. дебитовао је на званичним утакмицама за сениорску репрезентацију Шведске. Постигао је шест голова за национални тим. 
У мају 2018. године, био је уврштен у састав Шведске на Светском првенству у Русији 2018. године.